# 珠江城大廈
珠江城大廈（英語：Pearl River Tower）位於廣州市天河區珠江新城，高309米，地上建築71层，截至2021年為廣州第7高樓。

## 電梯配置
珠江城大廈電梯配置列表（一律採用奧的斯升降機）
- L1-L7（7部來往9/F-32/F樓層之辦公電梯，雙層）：1/2、9-22、27-32
- L8-L15（7部來往33/F-48/F樓層之辦公電梯，雙層）：1/2、33-48
- L16-L17（2部來往53/F-58/F樓層之辦公電梯，雙層）：B1、1/2、53-58、70-71
- L18-L19（2部來往53/F-58/F樓層之辦公電梯，雙層）：1/2、53-58
- L20-L21（2部來往53/F-71/F樓層之辦公電梯）：B1M、1-5、7、59-68、70-71
- L22-L23（2部來往59/F-68/F樓層之辦公電梯）：B1M、1、2、7、59-68
- L24-L27（4部停車場及低層專用電梯）：B5-B1、B1M、1-7
- FS1（1部消防電梯）：B5-B1、B1M、1-8、8M、9-71
- FS2（1部消防電梯）：B5-B1、B1M、1-8、8M、9-68
- SE1（1部載貨電梯）：B5-B1、B1M、1-8、8M、9-71
- SE2（1部載貨電梯）：B1、B1M、1-7

## 環保
珠江城大廈是中國首棟零碳建築，亦是現今全球最節能建築之一。大廈獨特的曲線外形可以增加風速，透過內設的風力渦輪機，進行風力發電。

## 相關事件
2018年12月底，广东省烟草局搬驻该大厦。中央第三巡视组向国家烟草专卖局党组反馈巡视情况时重点提到，广东省烟草局在旧办公楼还能使用的情况下，“违规”搬进了豪华办公楼。
據媒體報道，整座大厦只有广东省烟草局办公区域的10层楼，配置了观光用的中空楼梯，位于珠江城第63层的办公室，「如同高档酒店的豪华房间」。